# Gianni Vezzosi
Giovanni Vezzosi, detto Gianni (Catania, 19 settembre 1970), è un cantautore italiano.

## Biografia
Nato a Catania nel 1970, dopo pochi giorni dalla nascita i genitori si trasferiscono a Milano, dove rimarrà fino al compimento del suo tredicesimo anno d'età. Ha otto sorelle e un solo fratello. Dopo essere ritornato a Catania nel 1983, lavora inizialmente assieme al padre per poi incidere appena maggiorenne nel 1988 il brano Complimenti e auguri cantato con Sandra Petruzzelli. Il suo primo album Gocce di musica venne registrato invece nel 1990, con il brano Attimi che ebbe un grande successo. Successivamente registra tante canzoni di successo come Attimi, Mio caro..., Quello che volevi (brano che è stato anche su Italia 1 nel programma "Emigratis" di Pio e Amedeo), Non posso amare te, Nun te voglio e te penso, A19, La fine del mondo, Miezz'a via, La figlia del mio amico, Ossessione, L'ago e 'o cuttone, Non saprai mai, 'O killer, che lo portano ad un successo non più solamente regionale ma nazionale.
Sono tanti poi i brani scritti dal cantante, da Tutta 'a vita cu tte fino al grande successo di Lettera a papà. Più recentemente ha registrato il brano N°8 che racconta tutta la vicenda giudiziaria che ha portato all'arresto nel 2012 il cantante  prima tra tutte Nun te voglio e te penso, che su youtube registra più di 2 milioni e mezzo di visualizzazioni. Tra le altre abbiamo poi La signora vestita di nero cantata insieme a Natale Galletta, A19 riferita all'omonima autostrada che raggiunge 5 milioni di visualizzazioni e 'O killer. Nel 2011 pubblica insieme a Gianni Celeste il DVD concerto Attenti a noi... 2 con la Seamusica, etichetta discografica di entrambi i cantanti.
Sono tanti i duetti del cantautore siciliano, oltre a quelli di molti anni fa con Natale Galletta e Franco Staco, Vezzosi ha tanto merito sulla scoperta di tanti giovani artisti uno tra i quali fu Daniele De Martino nel lontano 2008, quando Daniele era ancora un bambino, con il brano Orfano. Nel 2014 Orfano 2 e nel 2015 Pe' 'na femmena. Questi duetti hanno contribuito molto a far conoscere ed affermare il giovane Daniele De Martino.
Nel 2018 De Martino non è più un giovane talento, De Martino si è affermato, e dato ciò i due decidono di fare un duetto in quel momento, ora che De Martino è cresciuto e si è affermato, e così sono nati i duetti Forza ca bomba che su YouTube ha raggiunto 14 milioni di visualizzazioni e Me so purtate a tua figlia nel 2020 cantato nuovamente in duetto con Daniele De Martino.

## Vicende giudiziarie
Il 6 dicembre del 2012, Vezzosi venne arrestato con l'accusa di essere il mandante dell'aggressione di un amico della ex convivente. Nonostante la procura chiese due anni e quattro mesi di reclusione, il presidente della seconda sezione del tribunale ha disposto la fine della detenzione ai domiciliari. Il cantante viene poi definitivamente assolto il 26 giugno del 2014..

## Discografia
- 1990 – Gocce di musica
- 1991 – E...canto
- 1992 – Ragazzi uniti 1
- 1992 – Ragazzi uniti 2
- 1992 – Vecchi ricordi
- 1993 – Renzo e Lucia
- 1994 – Una vita... una storia
- 1995 – Passionalità
- 1995 – Dall'America Vezzosi
- 1996 – La signora vestita di nero, Vol. 2
- 1997 – Dall'America Vezzosi vol. 2
- 1997 – Cuore
- 1998 – Da me a te... Mix d'amore
- 1999 – Particolare
- 2000 – Ragazzi uniti 3
- 2000 – Semplicemente
- 2000 – Bella storia
- 2000 – Testardo cuore
- 2001 – Io
- 2002 – Ottima presenza
- 2003 – Mio caro...
- 2003 – E mo'...
- 2003 – Non posso amare te
- 2003 – Lettera d'amore
- 2004 – Ancora insieme
- 2004 – La mia anima
- 2004 – Amici
- 2004 – Grazie pubblico
- 2005 – Collection vol.1
- 2005 – Collection vol.2
- 2005 – Collection vol.3
- 2005 – Collection vol.4
- 2005 – La mia firma
- 2006 – I colori della musica
- 2006 – Come sono io
- 2006 – Con un bacio
- 2006 – La fine del mondo
- 2007 – Tante storie
- 2007 – Gli amori di Gianni Vezzosi
- 2008 – OnoreXamore
- 2008 – Biografie
- 2009 – Vezzosamente tuo
- 2009 – I miei giorni di celebrità
- 2009 – Insieme con...
- 2010 – Magicamente io...
- 2011 – Infatuazione
- 2012 – Storie di gente
- 2013 – Io che...
- 2014 – Oggi le canto così vol.1
- 2014 – Oggi le canto così vol.2
- 2015 – Spettacolare
- 2017 – Per fede
- 2018 – Vezzosiando
- 2021 – Maestrosamente Vezzosi